# Bisbat d'Ariano Irpino-Lacedonia
El bisbat d'Ariano Irpino-Lacedonia (italià: Diocesi di Ariano Irpino-Lacedonia; llatí: Dioecesis Arianensis Hirpinus-Laquedoniensis) és una seu de l'Església catòlica, sufragània de l'arquebisbat de Benevent, que pertany a la regió eclesiàstica Campània. El 2012 tenia 74.000 batejats d'un total de 74.750 habitants. La seu actualment es troba vacant.

## Territori
La diòcesi comprèn 24 municipis, dels quals 20 es troben a la província d'Avellino, 3 a la província de Benevent i un a la província de Foggia. A més de les ciutats d'Ariano Irpino i Lacedonia, la diòcesi comprèn els municipis d'Anzano di Puglia, Bonito, Carife, Casalbore, Castel Baronia, Castelfranco in Miscano, Flumeri, Ginestra degli Schiavoni, Greci, Grottaminarda, Melito Irpino, Montaguto, Montefalcone di Val Fortore, San Nicola Baronia, San Sossio Baronia, Savignano Irpino, Scampitella, Trevico, Vallata, Vallesaccarda, Villanova del Battista i Zungoli.
La seu episcopal és la ciutat d'Ariano Irpino, on es troba la catedral de Santa Maria Assunta. A Lacedonia hi ha la cocatedral, també dedicada a Santa Maria Assunta.
El territori s'estén sobre 786 km², i està dividit en 43 parròquies.

## Història

### Ariano Irpino
El nom de la ciutat d'Ariano és d'origen romà, Ara Jani. Existeixen documents històrics que permeten situar temporalment conversió del seu territori al cristianisme, encara que sabem que un bisbe cristià ja era present a Benevent a principis del segle iv; la religió podria haver-se difós a Ariano posteriorment.
Ariano va ser un bisbat des d'almenys el segle x; fet que s'esmenta entre les seus sufragànies de l'arxidiòcesi de Benevent en la butlla del Papa Joan XIII d'erecció de la nova seu metropolitana de Benevent (969). No obstant això, el primer bisbe conegut va ser Bonifacio, esmentat en 1039.
Al Bisbe Mainardo, natural de Poitiers, es deu la construcció en 1070 a la catedral d'un baptisteri. A l'any següent Mainardo va assistir a la consagració de l'església de Montecassino pel Papa Alexandre III. En 1080, per una declaració feta per Mainardo a favor del monestir de Santa Sofia a Benevent mostra que altres bisbes l'havien precedit a la seu arianesa, però dels que no saben els noms, excepte Bonifacio.
El bisbe Orso Leone va ser el responsable de la reconstrucció de la catedral, que va ser destruïda pel terratrèmol del 5 de desembre de 1456 i la celebració de diversos sínodes diocesans; la seva memòria s'ha perpetuat amb una placa al palau episcopal. Nicola Ippoliti va ser responsable de la construcció de la façana de la catedral, adornada amb estàtues dels sants patrons de la diòcesi, Ottone Frangipane i Eleazario, i de Nostra Senyora de l'Assumpció. L'edifici va ser solemnement consagrat pel bisbe Diomede Carafa en 1512. La catedral va ser restaurada contínuament a causa dels terratrèmols de 1626, 1688, 1694, 1702 i 1732.
Donato Laurenti va ser responsable de la creació del seminari, reconstruït per Ottavio Ridolfi en 1617. Laurenti també es va comprometre en la promoció i aplicació de les directives a la diòcesi del Concili de Trento.
Filippo Tipaldi (1717-1748) també va ser un bisbe molt destacat: després d'un altre terratrèmol va reconstruir el seminari i la catedral a les formes que coneixem avui dia; visità en diverses ocasions la diòcesi i celebrat diversos sínodes diocesans; imposa l'obligació de l'ensenyament de la doctrina cristiana en totes les parròquies; instituït cursos de preparació per als professors de religió a les escoles; va ser el primer a tractar amb la cura de l'arxiu diocesà.
Al segle XX al bisbe Giuseppe Lojacono devem la celebració del primer congrés de la litúrgica diocesana, mentre Gioacchino Pedicini va donar a llum al primer Congrés Eucarístic Diocesà (1949).

### Lacedonia
El bisbat de Lacedonia va ser erigida durant el segle xi; el primer bisbe conegut és Simeone, esmentat el 1059, present al Concili de Melfi d'aquell any en presència de Nicolau II. La diòcesi va ser sufragània de l'arxidiòcesi de Conza i estava constituïda per només dues ciutats: Lacedonia i Rocchetta Sant'Antonio.
Entre els bisbes de Lacedonia més coneguts estan Fra Guglielmo Neritono (1392), Antonio Dura (1506), Gianfranco Carducci (1564), el matemàtic Marco Pedacca (1584), l'erudit Giacomo Candido (1606), Giacomo Giordano (1651), que construí el palau episcopal i planificà la construcció de la nova catedral; Benedetto Bartolo, que va ser segrestat per bandits i rescatat per la marquesa de Carpi; Morea (1684), que va suprimir alguns dies de festa d'origen pagà que se celebraven a la vigília de l'Epifania i va posar la primera pedra de la nova catedral.
Al territori de la diòcesi de Lacedonia van ser freqüents els terratrèmols, especialment en 1694 i en 1702.
El 27 de juny de 1818, sota la butlla De utiliori del Papa Pius VII, el bisbat de Trevico va ser abolida i el seu territori, compost pels municipis de Trevico, Carife, Castel Baronia, Flumeri, San Nicola Baronia San Sossio Baronia, es va incorporar al de la diòcesi de Lacedonia.
Giulio Tommasi, ja arquebisbe de Conza i bisbe de Sant Angelo dei Lombardi i Bisaccia, va ser nomenat el 1928 també bisbe de Lacedonia, unint in persona episcopi les quatre seus. A la seva mort, després de quatre anys de sede vacante, Lacedonia seguí tenint el seu propi bisbe.

### Ariano Irpino-Lacedonia
El 9 de maig de 1974 Agapito Simeoni va ser nomenat bisbe d'Ariano Irpino i Lacedonia, unint així in persona episcopi les dues diòcesis, vacants des de feia anys.
El 30 d'abril de 1979 la diòcesi de Lacedonia passà de la seu metropolitana de Conza a la de Benevent.
El 30 de setembre de 1986, en virtut del Decret Instantibus votis de la Congregació per als Bisbes, la unió esdevingué completa i la diòcesi resultant assumí el seu actual nom.
El bisbe Eduardo Davino establí l'Oficina de Patrimoni Cultural Diocesà Eclesiàstic i va contribuir a l'obertura del Museo degli argenti.
El 1997 i el 1998, amb dos decrets de la Congregació per als Bisbes, han estat revisats els límits de la diòcesi de l'Irpinia i el Benevent; la diòcesi d'Ariano Irpino-Lacedonia adquirí així els municipis de Greci, Savignano Irpino, Grottaminarda i Vallata, que van completar la configuració del territori diocesà actual.

## Cronologia episcopal

### Bisbes d'Ariano
- Bonifacio † (citat el 1039)
- Mainardo I † (inicis de 1069 - 1080)
- Giovanni I ? † (1080 - ?)
- Sarulo † (1091 - 1096)
- Gerardo † (citat el 1098)
- Urso † (1102 - 1117)
- Riccardo † (citat el 1134)
- Guglielmo † (citat el 1164)
- Bartolomeo † (citat el 1170 o 1179)
- Anonimo † (citat el 1194/1198)
- Anonimo † (citat el 1215/1216)
- Anonimo † (citat el 1236)
- Mainardo II † (citat el 1238 aproximadament)
- Ruggero † (citat el 1247)
- Riccardo de Rocca † (1250 - 16 d'octubre de 1256 deposat)
- Giacomo I † (16 d'octubre de 1256 - 1267)
- Pellegrino † (1267 - ?)
- Pietro † (citat el 1289)
- Ruggero de Vetro † (citat el 1291)
- Raino (o Raymo) † (inicis de 1300 - finals de 1307)
- Rostagno † (inicis de 1309 - ? mort)
- Lorenzo † (1 de març de 1320 - ?)
- Roberto, O.F.M. † (vers 1342 - ?)
- Giovanni II † (circa 1344 - ? mort)[3]
- Tommaso † (27 de maig de 1356 - ? mort)
- Dionisio, O.E.S.A. † (10 de gener de 1364 - vers 1369 mort)[4]
- Giacomo II, O.F.M. † (? - 16 de gener de 1370 nomenat bisbe de Frigento) ?
- Simone † (25 d'octubre de 1372 - 21 d'abril de 1373 nomenat bisbe de Muro Lucano)
- Domenico, O.Carm. † (21 d'abril de 1373 - ?)
- Geroaldo (o Gerardo) † (inicis de 1382 - 19 de març de 1390 nomenat bisbe de Castro di Puglia)
  - Giovanni da Padula † (1386 - 1386 deposat) (antibisbe)
- Luca, O.S.B. † (21 de febrer de 1390 - maig de 1400 mort)
- Donato † (19 de juny de 1400 - 15 de setembre de 1406 nomenat bisbe de Trevico)
- Angelo de Raimo, O.S.B. † (28 de juliol de 1406 - 1432 mort)
- Angelo Grassi † (27 d'abril de 1433 - 30 d'abril de 1449 nomenat arquebisbe de Reggio Calàbria)
- Orso Leone † (14 de maig de 1449 - finals de 1456)
- Giacomo Porfida † (8 d'abril de 1463 - 1480 mort)
- Nicola Ippoliti † (14 de juliol de 1480 - 5 de setembre de 1481 nomenat arquebisbe de Rossano)
- Paolo Bracchi † (5 de setembre de 1481 - 1497 mort)
- Nicola Ippoliti † (10 de gener de 1498 - 1511 mort) (per segon cop)
- Diomede Carafa † (9 d'abril de 1511 - 12 d'agost de 1560 mort)
- Ottaviano Preconio, O.F.M.Conv. † (13 de juny de 1561 - 18 de març de 1562 nomenat arquebisbe de Palerm)
- Donato Laurenti † (30 de gener de 1563 - 1584 mort)
- Alfonso Herrera, O.S.A. † (25 de febrer de 1585 - 20 de desembre de 1602 mort)
- Vittorino Manso, O.S.B. † (20 de desembre de 1602 - 3 d'abril de 1611 mort)
- Ottavio Ridolfi † (1 d'octubre de 1612 - 20 de març de 1623 nomenat bisbe d'Agrigent)
- Paolo Cajatia † (15 d'abril de 1624 - març de 1638 mort)
  - Sede vacante (1638-1642)
- Andrés Aguado, O.S.A. † (26 de maig de 1642 - 10 de juliol de 1645 mort)
- Paolo Palumbo † (1645 - 1647 mort)[5]
- Alessandro Rossi † (14 de febrer de 1650 - agost de 1656 mort)
- Lodovico Morales, O.S.A. † (10 de març de 1659 - 7 de febrer de 1667 nomenat bisbe de Tropea)
- Emmanuele Brancacci, O.S.B. † (16 de març de 1667 - 1688 mort)
- Giovanni Bonella, O.Carm. † (28 de febrer de 1689 - 1696 nomenat bisbe de Tropea)[6]
- Giacinto della Calce, C.R. † (3 de juny de 1697 - juliol de 1715 mort)
- Filippo Tipaldi † (14 de juny de 1717 - 20 de febrer de 1748 mort)
- Isidoro Sánchez de Luna, O.S.B. † (6 de maig de 1748 - 22 d'abril de 1754 nomenat arquebisbe de Tàrent)
- Domenico Saverio Pulci † (20 de maig de 1754 - octubre de 1777 mort)
- Lorenzo Potenza † (1 de juny de 1778 - 26 de març de 1792 nomenat bisbe de Sarno)
- Giovanni Saverio Pirelli † (26 de març de 1792 - 12 de març de 1803 mort)
  - Sede vacante (1803-1818)
- Domenico Russo † (6 d'abril de 1818 - 6 de febrer de 1837 mort)
- Francesco Capezzuti † (15 de febrer de 1838 - 22 de gener de 1855 mort)
- Concezio Pasquini † (21 de desembre de 1857 - 9 de gener de 1858 mort)
- Michele Caputo, O.P. † (27 de setembre de 1858 - 6 de setembre de 1862 mort)
  - Sede vacante (1862-1871)
- Luigi Maria Aguilar, B. † (27 d'octubre de 1871 - 17 de setembre de 1875 nomenat arquebisbe de Bríndisi)
- Salvatore Maria Nisio, Sch.P. † (17 de setembre de 1875 - 26 de juny de 1876 nomenat bisbe titular d'Amorio)
- Francesco Trotta † (26 de juny de 1876 - 1 de juny de 1888 nomenat bisbe de Teramo)
- Andrea d'Agostino, C.M. † (1 de juny de 1888 - 14 de febrer de 1913 mort)
- Giovanni Onorato Carcaterra, O.F.M. † (13 de març de 1914 - 27 de maig de 1915 es retirà)
- Cosimo Agostino † (1 de juny de 1915 - 30 de març de 1918 mort)
- Giuseppe Lojacono † (4 de novembre de 1918 - 1 de juny de 1939 es retirà)
- Giocchino Pedicini † (8 d'agost de 1939 - 22 de novembre de 1949 nomenat bisbe d'Avellino)
- Pasquale Venezia † (11 de febrer de 1951 - 2 de juny de 1967 nomenat bisbe d'Avellino)
  - Sede vacante (1967-1974)
- Agapito Simeoni † (9 de maig de 1974 - 2 de gener de 1976 mort)
- Nicola Agnozzi, O.F.M.Conv. † (24 de març de 1976 - 30 de setembre de 1986 nomenat bisbe d'Ariano Irpino-Lacedonia)

### Bisbes de Lacedonia
- Simeone † (citat el 1059)
- Guiberto (o Guberto) † (1070 - 1080)
- Desiderio † (1082 - finals de 1085)
- Giacinto I † (citat el 1108)
- Giovanni † (1175 - 1177)
- Angelo † (citat el 1179)
- Anonimo † (citat el 1215)
- Antonio I † (citat el 1265)
- Ruggero † (? - 26 d'agost de 1275 nomenat bisbe de Rapolla)
- Daniele † (inicis de 1292 - 1303)
- Nicolò I de Arnoldo † (inicis de 1321 - 1345 mort)
- Francesco de' Marzii, O.F.M. † (23 de febrer de 1345 - ? mort)
- Paolo de' Manassi, O.F.M. † (18 de maig de 1352 - finals de 1385)
- Antonio II † (1386 - 1392 mort)
- Guglielmo di Nardò, O.F.M. † (24 de gener de 1392 - 24 de gener de 1396 nomenat bisbe de Gallipoli)
- Giovanni I, O.F.M. † (24 de gener de 1396 - 1399 deposat)
- Jacopo de Marzia † (10 de març de 1399 - ?)
- Adinolfo † (3 de desembre de 1401 - circa 1417 mort)
- Giacinto II † (23 de desembre de 1417 - ? mort)
- Nicolò II † (11 d'octubre de 1428 - ? mort)
- Antonio III † (11 d'octubre de 1428 - ? mort)
- Giovanni II † (? - 1452 mort)
- Giacomo Porfida † (11 d'agost de 1452 - 8 d'abril de 1463 nomenat bisbe d'Ariano)
- Petruccio de Migliolo † (30 de gener de 1463 - 1481 mort)
- Giovanni dei Porcari † (27 d'agost de 1481 - 1486 mort)
- Niccolò de Rubini † (2 de juny de 1486 - 8 d'agost de 1505 mort)
- Antonio Dura † (29 de juliol de 1506 - 1538 es retirà)
  - Antonio Sanseverino † (25 de febrer de 1538 - 24 de setembre de 1538 es retirà) (administrador apostòlic)
- Scipione Dura † (23 de setembre de 1538 - 1551 mort)
- Paolo Cappelletto † (24 de juliol de 1551 - 1564 es retirà)
- Gianfranco Carducci † (26 de maig de 1565 - 22 de febrer de 1584 mort)
- Marco Pedacca, O.S.B. † (14 de març de 1584 - 27 de gener de 1602 mort)
- Giovanni Paolo Pallantieri, O.F.M.Conv. † (27 de novembre de 1602 - 1606 mort)
- Giacomo Candido † (13 de novembre de 1606 - 22 de setembre de 1608 mort)
- Gian Gerolamo Campanili † (24 de novembre de 1608 - 27 de gener de 1625 nomenat bisbe d'Isernia)
- Ferdinando Bruni, O.F.M. † (6 d'octubre de 1625 - 1648 mort)
- Gian Giacomo Cristoforo † (12 d'abril de 1649 - 8 de maig de 1649 mort)
- Ambrosio Viola, O.P. † (11 d'octubre de 1649 - 1 d'octubre de 1651 mort)
- Giacomo Giordano † (28 d'octubre de 1651 - 9 de novembre de 1661 mort)
- Pier Antonio Capobianchi † (12 de març de 1663 - 9 de setembre de 1672 es retirà)
- Benedetto Bartolo † (12 de setembre de 1672 - 18 de setembre de 1684 nomenat bisbe de Belcastro)
- Giambattista Morea † (2 d'octubre de 1684 - 11 de desembre de 1711 mort)
  - Sede vacante (1711-1718)
- Gennaro Scalea † (24 de gener de 1718 - 27 de febrer de 1736 nomenat bisbe de San Severo)
- Claudio Domenico Albini † (27 de febrer de 1736 - 25 de juliol de 1744 mort)
- Tommaso Aceti † (7 de setembre de 1744 - 10 d'abril de 1749 mort)
- Nicolò de Amato † (21 de juliol de 1749 - 31 d'agost de 1789 mort)
  - Sede vacante (1789-1798)
- Francesco Ubaldo Romanzi † (29 de gener de 1798 - 30 d'octubre de 1816 mort)
- Vincenzo Ferrari, O.P. † (4 de juny de 1819 - 3 de maig de 1824 nomenat bisbe de Melfi e Rapolla)
- Desiderio Mennone, C.SS.R. † (24 de maig de 1824 - 11 d'abril de 1825 mort)
- Giuseppe Maria Botticelli, O.M. † (23 de juny de 1828 - 25 d'octubre de 1832 mort)
- Michele Lanzetta † (20 de gener de 1834 - 25 d'abril de 1842 mort)
- Luigi Giamporcaro † (19 de juny de 1843 - 17 de juny de 1844 nomenat bisbe de Monopoli)
- Luigi Napolitano † (20 de gener de 1845 - 26 de novembre de 1857 mort)
- Francesco Maiorsini † (20 de juny de 1859 - 27 d'octubre de 1871 nomenat arquebisbe d'Amalfi)
- Benedetto Augusto † (22 de desembre de 1871 - 16 de desembre de 1879 mort)
- Pietro Alfonso Iorio (Jorio) † (27 de febrer de 1880 - 27 de març de 1885 nomenat arquebisbe de Tàrent)
- Giovanni Maria Diamare † (27 de març de 1885 - 1 de juny de 1888 nomenat bisbe de Sessa Aurunca)
- Francesco Niola † (1 de juny de 1888 - 14 de desembre de 1891 nomenat arquebisbe de Gaeta)
- Diomede Angelo Raffaele Gennaro Falconio, O.F.M.Ref. † (11 de juliol de 1892 - 29 de novembre de 1895 nomenat arquebisbe d'Acerenza i Matera)
- Nicolo Zimarino † (29 de novembre de 1895 - 6 de desembre de 1906 nomenat bisbe de Gravina i Irsina)
- Gaetano Pizzi † (21 de juliol de 1907 - 5 de novembre de 1912 nomenat bisbe de San Severo)
- Cosimo Agostino † (28 de juliol de 1913 - 1 de juny de 1915 nomenat bisbe d'Ariano)
- Francesco Maffei † (22 de maig de 1916 - 24 de juny de 1926 es retirà)
- Giulio Tommasi † (20 de gener de 1928 - 15 d'agost de 1936 mort)
  - Sede vacante (1936-1940)
- Cristoforo Domenico Carullo, O.F.M. † (2 de febrer de 1940 - 31 de gener de 1968 mort)
  - Sede vacante (1968-1974)
- Agapito Simeoni † (9 de maig de 1974 - 2 de gener de 1976 mort)
- Nicola Agnozzi, O.F.M.Conv. † (24 de març de 1976 - 30 de setembre de 1986 nomenat bisbe d'Ariano Irpino-Lacedonia)

### Bisbes d'Ariano Irpino-Lacedonia
- Nicola Agnozzi, O.F.M.Conv. † (30 de setembre de 1986 - 11 de juny de 1988 jubilat)
- Antonio Forte, O.F.M. † (11 de juny de 1988 - 20 de febrer de 1993 nomenat bisbe d'Avellino)
- Eduardo Davino † (15 de juliol de 1993 - 10 de novembre de 1997 nomenat bisbe de Palestrina)
- Gennaro Pascarella (14 de novembre de 1998 - 10 de gener de 2004 nomenat bisbe coadjutor de Pozzuoli)
- Giovanni D'Alise (5 de juny de 2004 - 21 de març de 2014 nomenat bisbe de Caserta)

## Estadístiques
A finals del 2012, la diòcesi tenia 74.000 batejats sobre una població de 74.750 persones, equivalent al 99% del total.
| any                               | població | població | població | sacerdots | sacerdots       | sacerdots       | sacerdots             | diaques | religiosos | religiosos | parroquies |
| --------------------------------- | -------- | -------- | -------- | --------- | --------------- | --------------- | --------------------- | ------- | ---------- | ---------- | ---------- |
| any                               | batejats | total    | %        | total     | clergat secular | clergat regular | batejats por sacerdot | diaques | homes      | dones      |            |
| Diòcesi d'Ariano Irpino           |          |          |          |           |                 |                 |                       |         |            |            |            |
| 1905                              | 50.400   | ?        | ?        | 128       | 125             | 3               | ?                     | ?       | ?          | ?          | 25         |
| 1950                              | 62.000   | 62.406   | 99,3     | 48        | 39              | 9               | 1.291                 |         | 10         | 96         | 24         |
| 1959                              | 63.300   | 63.500   | 99,7     | 43        | 33              | 10              | 1.472                 |         | 12         | 112        | 30         |
| 1969                              | 63.300   | 63.500   | 99,7     | 46        | 31              | 15              | 1.376                 |         | 16         | 78         | 24         |
| 1980                              | 42.800   | 43.000   | 99,5     | 21        | 21              |                 | 2.038                 |         |            | 72         | 30         |
| Diòcesi de Lacedonia              |          |          |          |           |                 |                 |                       |         |            |            |            |
| 1905                              | 28.000   | ?        | ?        | ?         | ?               | ?               | ?                     | ?       | ?          | ?          | 11         |
| 1950                              | 34.673   | 35.948   | 96,5     | 31        | 29              | 2               | 1.118                 |         | 3          | 30         | 11         |
| 1970                              | 30.350   | 30.447   | 99,7     | 20        | 14              | 6               | 1.517                 |         | 6          | 26         | 13         |
| 1980                              | 26.000   | 26.300   | 98,9     | 18        | 11              | 7               | 1.444                 |         | 7          | 19         | 13         |
| Diòcesi d'Ariano Irpino-Lacedonia |          |          |          |           |                 |                 |                       |         |            |            |            |
| 1990                              | 64.728   | 64.926   | 99,7     | 52        | 33              | 19              | 1.244                 |         | 20         | 82         | 35         |
| 1999                              | 71.000   | 71.177   | 99,8     | 47        | 36              | 11              | 1.510                 |         | 14         | 63         | 43         |
| 2000                              | 69.711   | 70.611   | 98,7     | 50        | 37              | 13              | 1.394                 |         | 16         | 71         | 43         |
| 2001                              | 69.745   | 70.748   | 98,6     | 41        | 31              | 10              | 1.701                 |         | 13         | 67         | 43         |
| 2002                              | 69.236   | 69.599   | 99,5     | 48        | 37              | 11              | 1.442                 |         | 14         | 70         | 43         |
| 2003                              | 71.329   | 71.942   | 99,1     | 50        | 39              | 11              | 1.426                 |         | 14         | 68         | 43         |
| 2004                              | 72.902   | 74.055   | 98,4     | 51        | 38              | 13              | 1.429                 |         | 16         | 63         | 43         |
| 2006                              | 73.524   | 74.200   | 99,1     | 75        | 57              | 18              | 980                   |         | 20         | 54         | 43         |
| 2012                              | 74.000   | 74.750   | 99       | 52        | 41              | 11              | 1.423                 | 8       | 13         | 70         | 43         |

### Per Ariano Irpino
- Aquest article incorpora fragments d'una publicació que està en domini públic:  «article name needed». A: Charles Herbermann. Catholic Encyclopedia.  Nova York: Robert Appleton, 1913.
- Cronologia Arxivat 2014-05-08 a Wayback Machine. dels bisbes d'Ariano Irpino (italià)
- Giuseppe Cappelletti, Le chiese d'Italia della loro origine sino ai nostri giorni, vol. XIX, Venècia 1864, pp. 117–138 (italià)
- Vincenzio d'Avino, Cenni storici sulle chiese arcivescovili, vescovili e prelatizie (nullius) del Regno delle Due Sicilie, Napoli 1848, pp. 31–33 (italià)
- Giuseppe Gabrieli, Bibliografia di Puglia, parte II, pp. 334–335 (italià)
- Pius Bonifacius Gams, Series episcoporum Ecclesiae Catholicae, Leipzig 1931, vol. I, pp. 852–853 (llatí)
- Konrad Eubel, Hierarchia Catholica Medii Aevi, vol. 1 Arxivat 2019-07-09 a Wayback Machine., p. 106; vol. 2 Arxivat 2018-10-04 a Wayback Machine., p. 94; vol. 3 Arxivat 2019-03-21 a Wayback Machine., p. 117; vol. 4 Arxivat 2018-10-04 a Wayback Machine., pp. 94–95; vol. 5, pp. 98–99; vol. 6, pp. 99–100 (llatí)

### Per Lacedonia
- Aquest article incorpora fragments d'una publicació que està en domini públic:  «article name needed». A: Charles Herbermann. Catholic Encyclopedia.  Nova York: Robert Appleton, 1913.
- Esquema de la diòcesi a www.catholic-hierarchy.org (anglès)
- Cronologia dels bisbes de Lacedonia Arxivat 2014-05-08 a Wayback Machine. (italià)
- Giuseppe Cappelletti, Le chiese d'Italia della loro origine sino ai nostri giorni, vol. XX, Venècia 1866, pp. 560–565 (italià)
- Pius Bonifacius Gams, Series episcoporum Ecclesiae Catholicae, Leipzig 1931, vol. I, pp. 887–888; vol. II, p. 16 (llatí)
- Konrad Eubel, Hierarchia Catholica Medii Aevi, vol. 1 Arxivat 2019-07-09 a Wayback Machine., pp. 293–294; vol. 2 Arxivat 2018-10-04 a Wayback Machine., p. 172; vol. 3 Arxivat 2019-03-21 a Wayback Machine., p. 219; vol. 4 Arxivat 2018-10-04 a Wayback Machine., p. 215; vol. 5, p. 236; vol. 6, p. 252 (llatí)